# Juliusz Kühl

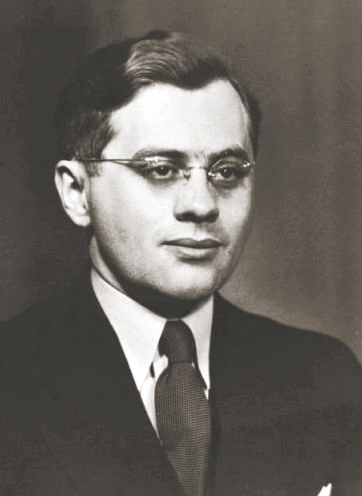
Juliusz Kühl, vor 1945

Juliusz Kühl (* 24. Juni 1913 in Sanok,  Österreich-Ungarn; † 19. Februar 1985 in Dade, Florida) war ein polnischer Konsularbeamter, Wirtschaftswissenschaftler, Aktivist der jüdischen Diaspora und ein Mitglied der Ładoś-Gruppe, die unter der Leitung von Aleksander Ładoś von 1941 bis 1943 zur Rettung der Juden vor dem Holocaust eine große Anzahl lateinamerikanischer Pässe illegal herstellte.

## Leben und Wirken
Kühl wurde in einer Familie orthodoxer Juden in Sanok (Österreich-Ungarn heute Polen), geboren. Nachdem er seinen Vater früh verloren hatte, zog er 1929 dank der Bemühungen seiner Mutter zu Verwandten in die Schweiz um. An der Universität Bern nahm er ein Studium auf. Im Jahr 1939 verteidigte er seine Dissertation über die polnisch-schweizerischen Handelsbeziehungen mit Auszeichnung. Die Dissertation zog die Aufmerksamkeit der polnischen Gesandtschaft in Bern auf sich. Dort wurde Kühl nach dem Ausbruch des Zweiten Weltkriegs angestellt.
1943 heiratete er Yvonne Weill, mit der er drei Töchter hatte. Eine von ihnen, Evelyn Kühl, war Ehefrau von Israel Singer, der von 1986 bis 2001 der Generalsekretär des Jüdischen Weltkongresses war.

## Rettungsaktion und „Passaffäre“
Kühl war von 1940 bis 1945 stellvertretender Leiter der Konsularabteilung in der polnischen Gesandtschaft, obwohl die Schweiz seinen diplomatischen Status nicht anerkannte. Von 1941 bis 1943 beteiligte sich Kühl zusammen mit dem Konsul Konstanty Rokicki und mit der Unterstützung durch den polnischen Gesandten Aleksander Ładoś sowie dessen Stellvertreter Stefan Ryniewicz an der illegalen Herstellung von mehreren tausend paraguayischen Pässen. Sie wurden von jüdischen Organisationen in das von Nazi-Deutschland besetzte Polen geschmuggelt.
Nach Angaben der Schweizer Polizei war es Kühls Aufgabe, die Blanko-Pässe dem bestochenen Honorarkonsul von Paraguay abzukaufen. Konsul Rokicki füllte sie dann aus und gab ihnen so den Anschein der Legalität. Kühl hielt zudem ständigen Kontakt mit jüdischen Organisationen, die mit der polnischen Gesandtschaft zusammenarbeiteten, insbesondere mit der einflussreichen Familie von Isaak und Recha Sternbuch aus Montreux, dem Hilfskomitee für die jüdischen Kriegsopfer (RELICO) von Abraham Silberschein und mit der internationalen orthodoxen Organisation Agudat Israel.
Die Pässe dienten dazu, den Transport von Juden und Jüdinnen in die Vernichtungslager zu verhindern. Die Inhaber der Pässe wurden stattdessen in Internierungslager vor allem in Frankreich gebracht, wo sie gegen Deutsche ausgetauscht werden sollten, die in den alliierten Staaten interniert waren. Die größten Internierungslager befanden sich in Vittel und Bergen-Belsen. Nach Einschätzung von Historikern und Journalisten konnten auf diese Weise mehrere hundert Menschen vor dem Holocaust gerettet werden. Im Laufe seiner Tätigkeit wurde Kühl zweimal verhört und ihm mit Abschiebung gedroht. Die an die polnische Gesandtschaft gerichteten Aufforderungen, Kühl zu entlassen, wurden jedes Mal von Aleksander Ładoś abgewiesen.

## Späteres Leben
Im Juli 1945 verließen Kühl, Ryniewicz und Rokicki den diplomatisch-konsularischen Dienst, nachdem die Kommunisten die Macht in Polen übernommen hatten. Kühl blieb in der Schweiz. Mit Aleksander Ładoś engagierte er sich für die Polskie Stronnictwo Ludowe von Stanisław Mikołajczyk. 
1949 siedelte Kühl nach Kanada um, wo er zuerst Uhren verkaufte und dann zu einem erfolgreichen Geschäftsmann in der Baubranche wurde. 1980 zog er in die USA um, wo er verstarb.

## Rezeption
Kühl hinterließ Dokumente über die Pass-Operation, die nach seinem Tod an das United States Holocaust Memorial Museum und das Los Angeles Museum of the Holocaust übergeben wurden. Die Tätigkeit von Kühl wurde umfangreich von Holocaust-Historikern beschrieben, die sich mit der Schweiz befassten. Kühl sah sich als Funktionär des polnischen Staatsapparats und behauptete, die Passoperation sei auf Anweisung von Ładoś durchgeführt worden. Der sollte wiederum allgemeine Anweisungen der polnischen Regierung ausgeführt haben. Die Dokumente bestätigen diese Behauptung nicht, weil Ładoś die Regierung nicht informiert hat, dass er sich mit der Fälschung von Pässen befasst.
Aufgrund des konspirativen Charakters der Operation und der guten Kontakte zwischen Kühl und der jüdischen Gemeinde in der Schweiz entstand die Ansicht, dass Kühl der Initiator und Anführer der Ładoś-Gruppe war. Diesen Mythos bekräftigte Mark MacKinnon, der Kühl als „kanadischen Schindler“ präsentierte. Gegen diese Darstellung wandten sich die polnischen Journalisten Zbigniew Parafianowicz und Michał Potocki. Ihrer Ansicht nach war Kühl einer von vier polnischen Diplomaten, die an der Operation teilnahmen, an deren Spitze Aleksander Ładoś stand. Die Forscherin Agnieszka Haska vertritt hingegen die Auffassung, dass Kühl und Ładoś als Tandem agierten. Für sie ist allerdings die Rolle von Ryniewicz und Rokicki sowie der Vorgang der Passfälschung zweitrangig.
Kühl wurde für seine Tätigkeit nie ausgezeichnet. Er wurde aber neben Ładoś, Ryniewicz und Rokicki in einem Schreiben von Agudat Jisra’el an die polnische Exilregierung als eine der Personen genannt, die das Leben von mehreren hundert Juden gerettet haben.